# Huffmanela canadensis
Huffmanela canadensis is een rondwormensoort uit de familie van de Trichosomoididae. De wetenschappelijke naam van de soort is voor het eerst geldig gepubliceerd in 2005 door Moravec, Conboy & Speare.